# Carabus intricatus
Carabus intricatus es una especie de coleóptero adéfago perteneciente a la familia Carabidae. Habita en climas templados y rara vez en climas tropicales, incluyendo: Albania, Bielorrusia, Bélgica, Bulgaria, República Checa, Dinamarca, Francia, Alemania, Grecia, Hungría, Italia, Letonia, Lituania, Holanda, Polonia, Rumania, Serbia, Montenegro, Suecia, Suiza, Reino Unido, y Eslovaquia.
En Gran Bretaña sólo se registró la apariencia tres veces del escarabajo en los veinte años transcurridos hasta 1993 y desde ese año se consideró extinto. Pero en 1994 fue encontrado en un par de lugares cerca del parque nacional de Dartmoor.

## Descripción
Se trata de un escarabajo de gran tamaño (24 a 35 milímetros (0,9 a 1,4 plg) de largo), con un color metálico púrpura o azul que aparecen alrededor de los élitros, el segundo par de alas (que son utilizados por los escarabajos de vuelo), bajo los élitros son reducidos. 
Son carnívoros nocturnos, y las pruebas han demostrado que prefieren las babosas del género Limax, especialmente Limax marginatus.  En la naturaleza, los adultos se encuentran bajo la corteza de la madera muerta, y bajo las rocas. No requiere de la vegetación del suelo, y le gusta la humedad, y madera podrida, cubierta de musgo.